# Torneos cortos de la Primera División de Bolivia
Los torneos Apertura y Clausura, también conocidos como torneos cortos, son torneos que dividen la temporada del fútbol boliviano en dos mitades, fueron los dos certámenes en los que se dividía un Campeonato Boliviano entre 1994 y 2002 y posteriormente entre 2003 y 2022 los dos torneos tuvieron el carácter de campeonatos bolivianos. En la temporada 2024 los torneos volvieron a formar parte de un campeonato boliviano.

## Historia
Los torneos Apertura y Clausura se instalaron en la temporada 1994, como una forma de aumentar la emoción de la competencia y aumentar las recaudaciones por venta de entradas. Del 1994 al 1997, el torneo apertura es por series, semifinales y finales, el ganador de la final es el campeón del torneo apertura; el torneo clausura es solo con fase de grupos. Los dos mejores equipos de los grupos A y B del torneo clausura más los dos finalistas del torneo apertura ingresan al hexagonal final para definir el título nacional. Del 1998 al 2001, el torneo apertura es de todos contra todos, el club con mejor puntaje es el campeón del torneo apertura; el torneo clausura es por series y una fase final hexagonal, el campeón del apertura y el campeón del clausura (en caso de ser dos clubes distintos), se la juegan el título nacional. En el año 2002 por primera vez se juegan el sistema de todos contra todos, tanto para el apertura como para el clausura.
A partir del 2003 hasta 2022, los ganadores de ambos torneos fueron considerados campeones nacionales.
En la temporada 2024 los ganadores de los torneos Apertura y Clausura definirán el título nacional luego de 22 años.

## Historial

### Torneo Apertura
- Nota: Entre 2003 y 2022 tanto el Apertura como el Clausura fueron una edición más de un campeonato boliviano.

| Año  | Campeón                | Subcampeón              |
| ---- | ---------------------- | ----------------------- |
| 1994 | Wilstermann            | Independiente Petrolero |
| 1995 | San José               | Guabirá                 |
| 1996 | Real Santa Cruz        | The Strongest           |
| 1997 | Bolívar                | The Strongest           |
| 1998 | Wilstermann            | The Strongest           |
| 1999 | Blooming               | Bolívar                 |
| 2000 | Wilstermann            | Guabirá                 |
| 2001 | Bolívar                | Oriente Petrolero       |
| 2002 | Bolívar                | The Strongest           |
| 2003 | The Strongest          | Bolívar                 |
| 2004 | Bolívar                | Aurora                  |
| 2005 | Blooming               | Bolívar                 |
| 2007 | Real Potosí            | Bolívar                 |
| 2008 | Universitario de Sucre | La Paz F.C.             |
| 2009 | Bolívar                | Real Potosí             |
| 2010 | Wilstermann            | Oriente Petrolero       |
| 2011 | The Strongest          | Universitario de Sucre  |
| 2012 | The Strongest          | San José                |
| 2013 | The Strongest          | Bolívar                 |
| 2014 | Bolívar                | Oriente Petrolero       |
| 2015 | Sport Boys             | Bolívar                 |
| 2016 | The Strongest          | Bolívar                 |
| 2017 | Bolívar                | The Strongest           |
| 2018 | Wilstermann            | The Strongest           |
| 2019 | Bolívar                | The Strongest           |
| 2020 | Always Ready           | The Strongest           |
| 2022 | Bolívar                | The Strongest           |
| 2024 | San Antonio            | Universitario de Vinto  |

### Torneo Clausura
- Nota: Entre 2003 y 2022 tanto el Apertura como el Clausura fueron una edición más de un campeonato boliviano.

| Año  | Campeón                | Subcampeón         |
| ---- | ---------------------- | ------------------ |
| 1994 | No hubo                | No hubo            |
| 1995 | No hubo                | No hubo            |
| 1996 | No hubo                | No hubo            |
| 1997 | No hubo                | No hubo            |
| 1998 | Blooming               | Wilstermann        |
| 1999 | The Strongest          | Bolívar            |
| 2000 | Oriente Petrolero      | The Strongest      |
| 2001 | Oriente Petrolero      | Real Potosí        |
| 2002 | Bolívar                | Oriente Petrolero  |
| 2003 | The Strongest          | Wilstermann        |
| 2004 | The Strongest          | Oriente Petrolero  |
| 2006 | Bolívar                | Real Potosí        |
| 2007 | San José               | La Paz F.C.        |
| 2008 | Aurora                 | Blooming           |
| 2009 | Blooming               | Bolívar            |
| 2010 | Oriente Petrolero      | Bolívar            |
| 2012 | The Strongest          | San José           |
| 2013 | Bolívar                | Oriente Petrolero  |
| 2014 | Universitario de Sucre | San José           |
| 2015 | Bolívar                | The Strongest      |
| 2016 | Wilstermann            | The Strongest      |
| 2017 | Bolívar                | The Strongest      |
| 2018 | San José               | The Strongest      |
| 2019 | Wilstermann            | The Strongest      |
| 2020 | Torneo cancelado       | Torneo cancelado   |
| 2022 | No hubo premiación     | No hubo premiación |
| 2024 | Bolívar                | The Strongest      |

## Títulos por club

### Torneo Apertura
Se muestra a continuación los títulos obtenidos por club, si se consideran solo las ediciones que no son contabilizadas como una edición más de un campeonato boliviano.
| Equipo                 | Títulos | Subtítulos | Años Campeón     |
| ---------------------- | ------- | ---------- | ---------------- |
| Bolívar                | 3       | 1          | 1997, 2001, 2002 |
| Wilstermann            | 3       | -          | 1994, 1998, 2000 |
| San José               | 1       | -          | 1995             |
| Real Santa Cruz        | 1       | -          | 1996             |
| Blooming               | 1       | -          | 1999             |
| San Antonio            | 1       | -          | 2024             |
| The Strongest          | -       | 4          | ----             |
| Guabirá                | -       | 2          | ----             |
| Independiente P.       | -       | 1          | ----             |
| Oriente Petrolero      | -       | 1          | ----             |
| Universitario de Vinto | -       | 1          | ----             |

Se muestra a continuación los títulos obtenidos por club, si se consideran todas las ediciones, incluyendo las que son contabilizadas como una edición más de un campeonato boliviano.
| Equipo                 | Títulos | Subtítulos | Años Campeón                                         |
| ---------------------- | ------- | ---------- | ---------------------------------------------------- |
| Bolívar                | 9       | 7          | 1997, 2001, 2002, 2004, 2009, 2014, 2017, 2019, 2022 |
| The Strongest          | 5       | 9          | 2003, 2011, 2012, 2013, 2016                         |
| Wilstermann            | 5       | -          | 1994, 1998, 2000, 2010, 2018                         |
| San José               | 2       | 1          | 1995, 2012                                           |
| Blooming               | 2       | -          | 1999, 2005                                           |
| Real Potosí            | 1       | 1          | 2007                                                 |
| Universitario de Sucre | 1       | 1          | 2008                                                 |
| Real Santa Cruz        | 1       | -          | 1996                                                 |
| Always Ready           | 1       | -          | 2020                                                 |
| San Antonio            | 1       | -          | 2024                                                 |
| Oriente Petrolero      | -       | 3          | ----                                                 |
| Guabirá                | -       | 2          | ----                                                 |
| Independiente P.       | -       | 1          | ----                                                 |
| Aurora                 | -       | 1          | ----                                                 |
| Real Potosí            | -       | 1          | ----                                                 |
| La Paz F.C.            | -       | 1          | ----                                                 |
| Universitario de Vinto | -       | 1          | ----                                                 |

### Torneo Clausura
Se muestra a continuación los títulos obtenidos por club, si se consideran solo las ediciones que no son contabilizadas como una edición más de un campeonato boliviano.
| Equipo            | Títulos | Subtítulos | Años Campeón |
| ----------------- | ------- | ---------- | ------------ |
| Oriente Petrolero | 2       | 1          | 2000, 2001   |
| Bolívar           | 2       | 1          | 2002, 2024   |
| The Strongest     | 1       | 1          | 1999         |
| Blooming          | 1       | -          | 1998         |
| Wilstermann       | -       | 1          | ----         |
| Real Potosí       | -       | 1          | ----         |

Se muestra a continuación los títulos obtenidos por club, si se consideran todas las ediciones, incluyendo las que son contabilizadas como una edición más de un campeonato boliviano.
| Equipo                 | Títulos | Subtítulos | Años Campeón                       |
| ---------------------- | ------- | ---------- | ---------------------------------- |
| Bolívar                | 6       | 3          | 2002, 2006, 2013, 2015, 2017, 2024 |
| The Strongest          | 4       | 6          | 1999, 2003, 2004, 2012             |
| Oriente Petrolero      | 3       | 3          | 2000, 2001, 2010                   |
| Wilstermann            | 2       | 2          | 2016, 2019                         |
| San José               | 2       | 2          | 2007, 2018                         |
| Blooming               | 2       | 1          | 1998, 2009                         |
| Aurora                 | 1       | -          | 2008                               |
| Universitario de Sucre | 1       | -          | 2014                               |
| Real Potosí            | -       | 2          | ----                               |
| La Paz F.C.            | -       | 1          | ----                               |